# میاریناریوو (آمبالاوائو)
میاریناریوو (به لاتین: Miarinarivo) یک منطقهٔ مسکونی در ماداگاسکار است که در ناحیه آمبالاوائو واقع شده‌است. میاریناریوو ۱۰٬۰۰۰ نفر جمعیت دارد و ۱٬۰۸۰ متر بالاتر از سطح دریا واقع شده‌است.